# Mesoleptus silesiacus
Mesoleptus silesiacus là một loài tò vò trong họ Ichneumonidae.